# 524

## Събития
- Боеций пише в затвора книгата Утешението на философията

## Починали
- Боеций, римски философ екзекутиран по волята на остготския владетел Теодорих Велики
- 25 юни – Хлодомер, Франкски крал от Меровингите